# 브라시카스테롤
브라시카스테롤(영어: brassicasterol)은 여러 단세포 조류(식물성 플랑크톤) 및 유채와 같은 일부 육상 식물에 의해 합성되는 28개의 탄소로 구성된 스테롤이다. 브라시카스테롤은 환경에서 (해양) 조류의 존재에 대한 바이오마커로 자주 사용되어 왔으며, E 번호 E499의 성분 중 하나이다.

## 화학적 특성

### 용해도
브라시카스테롤은 물에 대한 용해도가 낮고, 결과적으로 옥탄올-물 분배계수가 높다. 이는 대부분의 환경계에서 브라시카스테롤 고체 상태와 관련이 있다는 것을 의미한다.

### 분해
혐기성 퇴적물과 토양에서 브라시카스테롤은 수백년 동안 안정하기 때문에, 과거에 조류의 번성 여부를 알아보는 지표로 사용될 수 있다.

### 화학 분석
브라시카스테롤은 하이드록실기(-OH)를 가지고 있기 때문에 글리세롤을 포함한 다른 지질들과 결합하는 경우가 많다. 따라서 대부분의 분석 방법들은 강한 알칼리(KOH 또는 NaOH)를 사용하여 에스터 결합을 비누화한다. 전형적인 추출 용매는 6% KOH 메탄올 용액이다. 이어서 유리 스테롤은 헥세인과 같은 보다 덜 극성인 용매로 분할함으로써 극성 지질로부터 분리된다. 분석 전에 하이드록실기는 수소를 보다 적게 교환하는 트라이메틸실릴(TMS)기로 대체하기 위해 종종 비스-트라이메틸 실릴 트라이플루오로아세트아마이드(BSTFA)로 유도체화된다. 기기 분석은 불꽃 이온화 검출기(FID) 또는 질량 분석기(MS)를 사용하여 기체 크로마토그래피(GC)에서 자주 수행된다. 브라시카스테롤의 트라이메틸실릴 에터의 질량 스펙트럼은 아래의 그림에서 볼 수 있다.

## 형성 및 생성
브라시카스테롤은 분꽃에서 발견할 수 있다.

### 조류로부터 공급
브라시카스테롤은 중간생성물로서 아이소프레노이드인 스쿠알렌으로부터 캄페스테롤을 통해 식물에서 형성된다. 브라시카스테롤이 확인된 조류의 목록은 대략적인 조성과 함께 아래의 표에 표시되어 있다.
| 종                        | A   | B  | C | D  | E  | F  | G  | H  | 기타 |
| ------------------------- | --- | -- | - | -- | -- | -- | -- | -- | ---- |
| Gonyaulax spp             | 100 | 0  | 0 | 0  | 0  | 0  | 0  | 0  | 0    |
| Peridinium foliaceum      | 100 | 0  | 0 | 0  | 0  | 0  | 0  | 0  | 0    |
| Peridinium foliaceum      | 80  | 20 | 0 | 0  | 0  | 0  | 0  | 0  | 0    |
| Gonyaulax diegensis       | 39  | 0  | 0 | 0  | 0  | 0  | 0  | 29 | 32   |
| Pyrocystis lunula         | 76  | 6  | 0 | 2  | 1  | 0  | 0  | 0  | 15   |
| Gonyaulax polygramma      | 36  | 1  | 0 | 9  | 7  | 0  | 0  | 0  | 47   |
| Gymnodinium wilczeki      | 26  | 39 | 0 | 35 | 1  | 0  | 0  | 0  | 0    |
| Glenodinium hallii        | 8   | 50 | 0 | 0  | 0  | 42 | 0  | 0  | 0    |
| 야광충(Noctiluca milaris) | 0   | 1  | 1 | 5  | 73 | 0  | 6  | 0  | 14   |
| Gymnodinium simplex       | 0   | 0  | 0 | 0  | 53 | 0  | 0  | 0  | 47   |
| Prorocentrum cordatum     | 7   | 0  | 0 | 0  | 5  | 0  | 63 | 0  | 25   |

A = 콜레스테롤
B = 캄페스테롤
C = 시토스테롤
D = 22-디하이드로콜레스테롤 ((22E)-콜레스타-5,22-다이엔-3β-올)
E = 브라시카스테롤
F = 스티그마스테롤
G = 24-메틸렌 콜레스테롤
H = 푸코스테롤

## 해양 조류의 추적자로 사용
자연에서 브라시카스테롤의 주요 공급원은 해양 조류이다. 브라시카스테롤의 비교적 높은 농도와 안정성으로 인해 샘플, 특히 퇴적물에서 유기물의 기원을 평가하는 데 사용될 수 있다.

### 브라시카스테롤 / 콜레스테롤 비율
스코틀랜드, 로치 스트리븐의 코어 샘플에서 브라시카스테로이드의 농도. 가장 높은 값은 퇴적물 상단 부분에서 볼 수 있으며, 깊이에 따라 감소한다. 그러나 콜레스테롤은 유사한 방식으로 작용하고, 브라시카스테롤/콜레스테롤의 비율은 모든 깊이에서 상당히 균일하며, 공급원의 변화가 없는 비슷한 분해 속도를 나타내거나 공급원에 변화가 있는 상이한 분해 속도를 나타낸다.

### 다변량 분석
다양한 지질 바이오마커(예: 다른 스테롤, 지방산 및 지방족 알코올)의 주성분 분석과 같은 다변량 통계 분석은 유사한 기원 또는 행동을 갖는 화합물들의 식별을 가능하게 한다. 웨일스 아폰 모다치 에스추어리의 퇴적물 샘플에 대한 로딩 플롯에서 그 예를 찾아볼 수 있다.

이 그림에서 브라시카스테롤의 위치(빨간색으로 표시)는 이 화합물의 분포가 해양 기원인 것으로 알려진 짧은 사슬 지방산 및 알코올의 분포와 유사하다는 것을 나타낸다. β-시토스테롤과 같은 지상으로부터 유래한 바이오마커는 그림의 반대편에 있으며 상호 배타적이다.

## 같이 보기
- 스테롤
- 스테로이드
- 피토스테롤